# Emblemariopsis tayrona
Emblemariopsis tayrona är en fiskart som först beskrevs av Acero P., 1987.  Emblemariopsis tayrona ingår i släktet Emblemariopsis och familjen Chaenopsidae. IUCN kategoriserar arten globalt som sårbar. Inga underarter finns listade i Catalogue of Life.